# Баиндурашвили, Алексей Георгиевич
Алексей Георгиевич Баиндурашвили (род. 26 августа 1947, Гори) — советский и российский учёный, специалист в области детской травматологии и ортопедии, член-корреспондент РАМН (2011), академик РАН (2016).

## Биография
Родился 26 августа 1947 года в г. Гори Грузинской ССР.
В 1971 году — окончил 1-й Ленинградский медицинский институт имени академика И. П. Павлова.
С 1971 по 1986 годы — работал в Ленинградском научно-исследовательском детском ортопедическом институте им. Г. И. Турнера врачом травматологом-ортопедом ожогового отделения, затем стал заведующим отделением, учёным секретарем, старшим научным сотрудником.
С 1986 года по настоящее время работает на кафедре детской травматологии и ортопедии Санкт-Петербургской медицинской академии последипломного образования (сейчас это Северо-Западный государственный медицинский университет имени И. И. Мечникова), пройдя путь от ассистента до профессора, заведующий кафедрой (с 2001 года).
С 2005 года до 2020 года — директор Научно-исследовательского детского ортопедического института имени Г. И. Турнера.
В 2011 году — избран членом-корреспондентом РАМН.
В 2014 году — стал членом-корреспондентом РАН (в рамках присоединения РАМН и РАСХН к РАН).
В 2016 году — избран академиком РАН (Отделение медицинских наук РАН).

## Научная деятельность
Специалист в области детской травматологии и ортопедии, в том числе комбустиологии, реконструктивной пластической и микрохирургии, вертебрологии, неонатальной ортопедии, системных заболеваний.
Разработал систему профилактики и лечения тяжелых ожогов у детей, научно обосновал и разработал комплекс вопросов консервативного и хирургического лечения детей с обширными и глубокими ожогами, включая пострадавших с критической площадью ожоговой поверхности 3А-Б ст., а также вопросов реконструктивно-пластической хирургии с использованием микрохирургических методов у детей с последствиями ожогов, что позволило повысить выживаемость тяжело обожженных детей и снизить их смертность на 50 %. Одним из первых применил клеточные культуры — эквивалент дермы для стимуляции регенерационных процессов на ожоговой поверхности.
Впервые стал применять клеточные культуры у детей с врожденными пороками развития опорно-двигательного аппарата уже в периоде новорожденности и в первые месяцы жизни.
Создан единственный в России «Федеральный детский центр повреждений позвоночника и спинного мозга» с оказанием комплексной специализированной помощи в масштабах страны. Усовершенствованы методы хирургического и консервативного лечения с использованием импортозамещающих спинальных систем. Снижена частота инвалидизации детей, вдвое сокращены сроки стационарного лечения и реабилитации. Впервые в России открыт «Детский центр артрогрипоза».
Создатель научно-практического центра «Spina bifida», для оказания мультидисциплинарной помощи детям с последствиями спинномозговой грыжи, в котором осуществляется хирургическое и восстановительное лечение пациентов с тяжелыми ортопедическими последствиями порока развития спинного мозга.
Внедрил современные методы хирургического лечения патологии позвоночника, тазобедренного сустава, несовершенного остеогенеза, последствий травмы у детей с использованием компьютерного планирования и 3-D моделирования, компьютерной навигации при установке корригирующих металлоконструкций.
Создатель научно-педагогической школы «Детская травматология и ортопедия».
Под его руководством защищено 4 докторских и 7 кандидатских диссертации.
Автор 435 научных работ, из них 7 монографий, главы в 4 руководствах по травматологии и ортопедии.
Основатель и главный редактор журнала «Ортопедия, травматология и восстановительная хирургия детского возраста». Член редакционных советов научных журналов: «Вестник травматологии и ортопедии имени Н. Н. Приорова», «Травматология и ортопедия России», «Российский вестник детской хирургии, анестезиологии и реаниматологии», «Хирургия позвоночника», «Journal of Childrens Orthopaedics».
Эксперт РАН, вице-президент Ассоциации травматологов-ортопедов России, президент Ассоциации детских травматологов-ортопедов-травматологов Санкт-Петербурга. Главный детский травматолог-ортопед Комитета по здравоохранению Санкт-Петербурга.
Член международных организаций ортопедов-травматологов SICOT и Европейской организации детских ортопедов IFPOS, Международного общества защиты детей.

## Награды
- Орден Пирогова (2024)[3]
- Орден Почёта
- Заслуженный врач Российской Федерации (2008)[4]
- Почётная грамота Президента Российской Федерации (2015)[5]
- Медаль «В память 300-летия Санкт-Петербурга»
- Международная премия Андрея Первозванного «За веру и верность» (2006, Фонд Андрея Первозванного) — за самоотверженное служение во имя клятвы Гиппократа и преданное сердце, отданное детям[6]
- Дважды лауреат национальной премии лучшим врачам России «Призвание» (2008, 2012)
- Большая золотая медаль имени Н. И. Пирогова РАН (2019) за фундаментальные и прикладные исследования в области детской травматологии и ортопедии[7].